# Lac Chini
Pour l’article ayant un titre homophone, voir Chiny.
Pour l’article homonyme, voir Chini.
Chini est un petit réservoir qui se trouve dans le woreda d’Inderta au Tigré en Éthiopie. Le barrage, d’une longueur de 151 mètres, a été construit en 1993 par la Relief Society of Tigray, en premier lieu pour permettre d’abreuver le bétail.
Le bassin versant du réservoir a une superficie de 1,86 km2, et une longueur de 1 800 mètres. Le réservoir subit une sédimentation rapide. La lithologie du bassin est composée de basaltes. Une partie des eaux du réservoir est perdue par percolation; un effet secondaire et positif est que ces eaux contribuent à la recharge des aquifères. Plus particulièrement, après la construction du réservoir, le niveau de la nappe a fortement augmenté, tant en amont qu’en aval, et le terroir est devenu beaucoup plus vert.